# Саша Попова
Саша Попова (Красни Луч, 28. јун 1991) руска је извођачица, фотомодел, певачица, солисткиња поп групе „Фабрика” и финалисткиња емисије Хочу в ВИА Гру.

## Биографија
Саша Попова је рођена 28. јуна 1991. у граду Красни Луч у Луганској области. Од детињства су биле запажене њене изванредне музичке способности — дебитовала је на сцени већ са три године. На градском концерту, одржаном 1. априла, Саша је отпевала песму Аљоне Апине Узелок завяжется. Тада је освојила срца седамсто гледлаца својим наступом демонстрирајући сопствени таленат и снагу гласа. Пре него што је пошла у школу бавила се певањем и глумом, играла је у представама, била водитељка дечијих такмичења. Захваљујући својој популарности, Саша је изабрана за мразицу код градске новогодишње јелке. Након тога су уследиле победе на градским, регионалним и свеукрајинским такмичењима дечјих песама. Саша је такође успешно наступала и победила на бројним међународним музичким фестивалима у Данској, Немачкој, Чешкој, Литванији и другим земљама.

## Образовање
Завршила је школу са златном медаљом, а потом је уписала Доњецки национални медицински универзитет, где је студирала стоматологију. Добила је стипендију градоначелника и дипломирала на универзитету са максималном оценом.

## Каријера
Док је студирала на Доњецком националном медицинском универзитету, Саша је постала солисткиња џез оркестра „Медикус бенд”, што јој је омогућило да остане у музичким сферама. Упоредо са тим, Саша је стално учествовала у креативним такмичењима на националном и регионалном нивоу. Тако је 2012. победила у телевизијском пројекту Чисто ХИТ. Након што је дипломирала на универзитету и учествовала на такмичењу, Саша је одлучила да се опроба у такмичењу Константина Меладзеа Хочу V ВИА Гру. Постала је финалисткиња пројекта, али није успела ући у групу од три чланице. Њена менторка на пројекту била је Ана Седокова, која је касније позвала Сашу да се придружи групи „TABOO”. Саша је била једна од солиста све док група није престала да постоји 2014.

### У саставу групе „Фабрика“
Почетком 2014, објављено је да је Игор Матвијенко позвао Сашу у групу "Фабрика" у обновљеном саставу уместо Кати Ли. Саша је напустила групу 2021. године окренувши се солистичкој каријери.

### Солистичка каријера
Године 2019, Саша је започела соло каријеру, коју планира да развија паралелно са учешћем у групи Фабрика. Дана 13. септембра 2019, објављена је њена прва соло песма . Сингл је добио позитивне критике, а спот је првог викенда прикупио више од сто хиљада прегледа. Дана 8. новембра 2019, објављена је Сашина друга соло песма Мы же сильные. У раду на обе нумере, Саша није била само извођачица, већ је дебитовала и као продуценткиња.

## Дискографија

#### Солистичка каријера
Прве солистичке Сашине песме критичари су благонаклоно прихватили, а песме су се одмах појавиле у колекцијама Apple Music и Яндекс. Музыка:
| Година | Датум  | Песма | Извођачи            | Аутори стихова и музике                                                      | Албум |
| 2019.  | 13.09. |       | Саша Попова         | текст: Ира Ејфорија музика: Вагн Петросјан                                   | сингл |
| 2019.  | 08.11. |       | Саша Попова         | текст: Фјодоров М.А. музика: Багиров Г.А.                                    | сингл |
| 2020.  | 04.06. |       | Саша Попова         | текст и музика: Кољцова Ана Всеволодовна                                     | сингл |
| 2020.  | 25.06. |       | Саша Попова & Rodos | текст и музика: Родион Парфјонов (Rodos)                                     | сингл |
| 2020.  | 05.08. |       | Саша Попова         | текст и музика: Александр Титов (Саша Санта)                                 | сингл |
| 2020.  | 23.09. |       | Саша Попова         | текст и музика: Дамир Мухтаров                                               | сингл |
| 2020.  | 18.11. |       | Саша Попова         | текст и музика: Марија Ваљерјевна Малиновскаја                               | сингл |
| 2021.  | 13.04. |       | Саша Попова         | текст: Дамир Мухтаров музика: Александар Шкуратов                            | сингл |
| 2021.  | 14.07. |       | Саша Попова         | текст: Дамир Мухтаров музика: Александар Шкуратов                            | сингл |
| 2021.  | 10.08. |       | Саша Попова         | текст и музика: Денис Коваљскиј                                              | сингл |
| 2021.  | 15.12. |       | Саша Попова         | текст: Саша Поппова, Дамир Мухтаров музика: Саша Попова, Александар Шкуратов | сингл |
| 2022.  | 12.04. |       | Саша Попова         | текст и музика: Михаил Владимировић Балашов                                  | сингл |
| 2022.  | 22.07. |       | Саша Попова         | текст:Саша Попова, Сергеј Булин музика: Сергеј Булин, Александар Турок       | сингл |
| 2023.  | 20.10. |       | Саша Попова         | текст и музика: Александар Шевченко                                          |       |
| 2024.  | 18.10. |       | Саша Попова         | текст и музика: Михаил Гуцеријев                                             | сингл |

#### У саставу групе Фабрика
| Година | Наслов                                   | Аутори                                             |
| ------ | ---------------------------------------- | -------------------------------------------------- |
| 2015.  |                                          | муз. И. Матвијенко — текст А. Шаганов              |
| 2015.  | муз. и текст: А. Казакова, Ј. Риабчук    |                                                    |
| 2016.  |                                          | муз. и текст: И. Степанова                         |
| 2017.  |                                          | муз. и текст: А. Шаповалов, В. Ковтун, Ј. Левченко |
| 2018.  |                                          | муз. и текст: И. Матвијенко                        |
| 2018.  | муз. Р. Кииамов — текст ф. М. Гуцјеријев |                                                    |
| 2019.  |                                          | муз. И. Матвијенко — текст А. Шаганов              |
| 2020.  |                                          | муз. и текст: И. Матвијенко                        |
| 2020.  | муз. В. Кохана — текст М. Гуцјеријев     |                                                    |
| 2020.  | муз. и текст: И. Матвијенко              |                                                    |

## Спотови
Солистичка каријера
| Година | Спот                   | Режисер                       |
| ------ | ---------------------- | ----------------------------- |
| 2019.  | Суши                   | Александра Бабјак             |
| 2020.  | Мы же сильные          | Антон Ставицкиј               |
| 2020.  | Да Да Да               | Кристина Гаврилова            |
| 2021.  | ЛП                     | Фомин Ељвин Владиславовић     |
| 2022.  | Без уведомлений        | Данил Хорошилов, Сергеј Булин |
| 2025.  | Мой недописанный роман | Алина Верипја                 |

- спот објављен 2. априла 2020. године је у првих неколико дана забележио преко милион прегледа.[15]

У саставу групе Фабрика
| Година | Спот               | Састав групе                                         | Режисер                    |
| ------ | ------------------ | ---------------------------------------------------- | -------------------------- |
| 2015.  |                    | Ирина Тонева, Александра Савељева, Александра Попова | Марат Адјељшин             |
| 2016.  |                    | Ирина Тонева, Александра Савељева, Александра Попова | Дмитриј Загладко           |
| 2017.  |                    | Ирина Тонева, Александра Савељева, Александра Попова | Сафонов, Кирил Леонович    |
| 2017.  | Марат Адјељшин     | Ирина Тонева, Александра Савељева, Александра Попова |                            |
| 2018.  |                    | Ирина Тонева, Александра Савељева, Александра Попова | Марк Горобец               |
| 2018.  | Сергеј Греј        | Ирина Тонева, Александра Савељева, Александра Попова |                            |
| 2019.  |По мосту (ft. Любэ)         | Ирина Тонева, Александра Савељева, Александра Попова | Асадулин, Олег Равилијевич |
| 2019.  |                    | Ирина Тонева, Александра Попова, Марија Гончарук     | Станислав Романовскиј      |
| 2020.  |                    | Ирина Тонева, Александра Попова, Марија Гончарук     | Валентин Гросу             |
| 2020.  |                    | Ирина Тонева, Александра Попова, Марија Гончарук     | Валентин Гросу             |
| 2020.  |Кабы я была (ft. Гоша Куценко) | Ирина Тонева, Александра Попова, Марија Гончарук     | Михаил Пољаков             |

## Лични живот
Сашина мајка је умрла 2003. и није могла видети успех и славу своје ћерке. Саша има старију сестру и оца који је у свему подржавају.
Била је члан међународног удружења YMCA — омладинске волонтерске организације коју је 1844. у Лондону основао Џорџ Вилијамс. Тамо је постала и чланица украјинског Тенсинг тима — музичког покрета у оквиру YMCA, чији чланови плешу, стварајући мале сцене са најразличитијим актуелним темама, дајући им посебно значење.
Године 2005, добила је звање „Извиђач Украјине” у извиђачком кампу „Морске хриди” на Криму.
Води активан начин живота. Обожава моду. Не воли кафу.

## Достигнућа и награде

#### Као чланица групе Фабрика
Александра је два пута постала лауреат националне награде „Златни грамофон” за песму Не родись красивой 2014. и за песму Лёлик 2015.